# Casariche
Casariche is een gemeente in de Spaanse provincie Sevilla in de regio Andalusië met een oppervlakte van 53 km². In 2007 telde Casariche 5453 inwoners.

## Demografische ontwikkeling
Bron: INE, 1857-2011: volkstellingen